# Maeda Ku-6
Maeda Ku-6 Sora-Sha là một loại xe tăng bay của Nhật Bản, nó sẽ được triển khai đi cùng các đơn vị đổ bộ đường không. Mitsubishi chịu trách nhiệm thiết kế một loại xe tăng hạng nhẹ có tên Ku-Ro cho đề án này. Thiết kế bắt đầu vào năm 1939, nhưng chỉ hoàn thành vào năm 1945 với một mẫu thử duy nhất được chế tạo.

## Tính năng kỹ chiến thuật
Đặc điểm tổng quát
- Sức chứa: 2800 kg (xe tăng cùng kíp lái và đạn dược)
- Chiều dài:  ()
- Sải cánh: 21.94 m (72 ft)
- Chiều cao:  ()
- Diện tích cánh: 60.3 m² (650 ft²)
- Trọng lượng rỗng: 700 kg ()
- Trọng lượng cất cánh tối đa: 3.500 kg (7.700 lb)

 Hiệu suất bay 